# Francis Bruguière
Francis Bruguière, nato Francis Joseph Bruguière (San Francisco, 15 ottobre 1879 – Middleton Cheney, 8 maggio 1945), è stato un fotografo e pittore statunitense.

## Biografia
Figlio di Emile Antoine Bruguière (1849–1900) e Josephine Frederikke Sather (1845–1915). Penultimo di quattro figli di una ricca famiglia di banchieri, ebbe una istruzione privata. I suoi fratelli erano il pittore e medico Peder Sather Bruguière (1874–1967), Emile Antoine Bruguiere Jr. (1877–1935) e Louis Sather Bruguière (1882–1954), il quale sposò l'ereditiera Margaret Post Van Alen. Sua madre morì nel 1915 nell'affondamento del transatlantico britannico SS Arabic da parte di un sottomarino tedesco.
Conobbe Alfred Stieglitz e l'attore e regista Frank Smith nel 1905 dopo aver studiato pittura in Europa ed aver iniziato ad interessarsi alla fotografia  di tipo pittorialista. Aprì uno studio a San Francisco ed alcune delle sue immagini del terremoto dell città e dell'incendio che ne seguì, nel medesimo anno, furono pubblicate nel volume San Francisco nel 1918. Tornò a New York l'anno dopo e venne coinvolto nell'avventura della Photo-Secession dove espose nel 1910.
Nel 1915 curò, insieme ad altri, la mostra fotografica presso l'Esposizione Panama-California a San Diego. Nove fotografie da lui realizzate furono inserite nel libro di poesie The Evanescent City nel 1916 di George Stirling ed è singolare la scelta di Bruguière di fotografare i monumenti ed i palazzi della città con luce artificiale.
A New York si stabilì definitivamente nel 1918 a seguito del declino finanziario dei beni familiari e visse come fotografo di alcune importanti riviste quali Vanity Fair, Vogue e Harper's Bazaar e divenne il fotografo ufficiale del Theatre Guild.
Poté così fotografare la diva inglese Rosalinde Fuller che stava per debuttare in What's in a Name? (1920), la sua prima scena da attrice, e che diventerà la sua compagna con la quale deciderà di andare a vivere in Inghilterra nel 1927.
A metà degli anni '20, pensava di realizzare il film The Way, basato sulla vita di un uomo, interpretato da Sebastian Droste con Rosalinde che interpretava tutte le parti femminili. Per ottenere finanziamenti, Bruguière scattò fotografie di alcune scene, ma Droste morì prima dell'inizio delle riprese. Rimangono solo le immagini fisse.
Bruguière ha sperimentato l'esposizione multipla, la solarizzazione diversi anni prima di Man Ray, i vari tipi di fotogrammi e la risposta delle pellicole disponibili a quel tempo alla luce di varie lunghezze d'onda. Espose questa ricerca nella mostra personale all'Art Center di New York nel 1927. 
A lui si deve il primo film astratto inglese, Light Rhythms con Oswell Blakeston. Si è creduto a lungo che il film fosse andato perso, ma per fortuna è stato recuperato. Durante la seconda guerra mondiale, tornò a dipingere.

## Galleria d'immagini

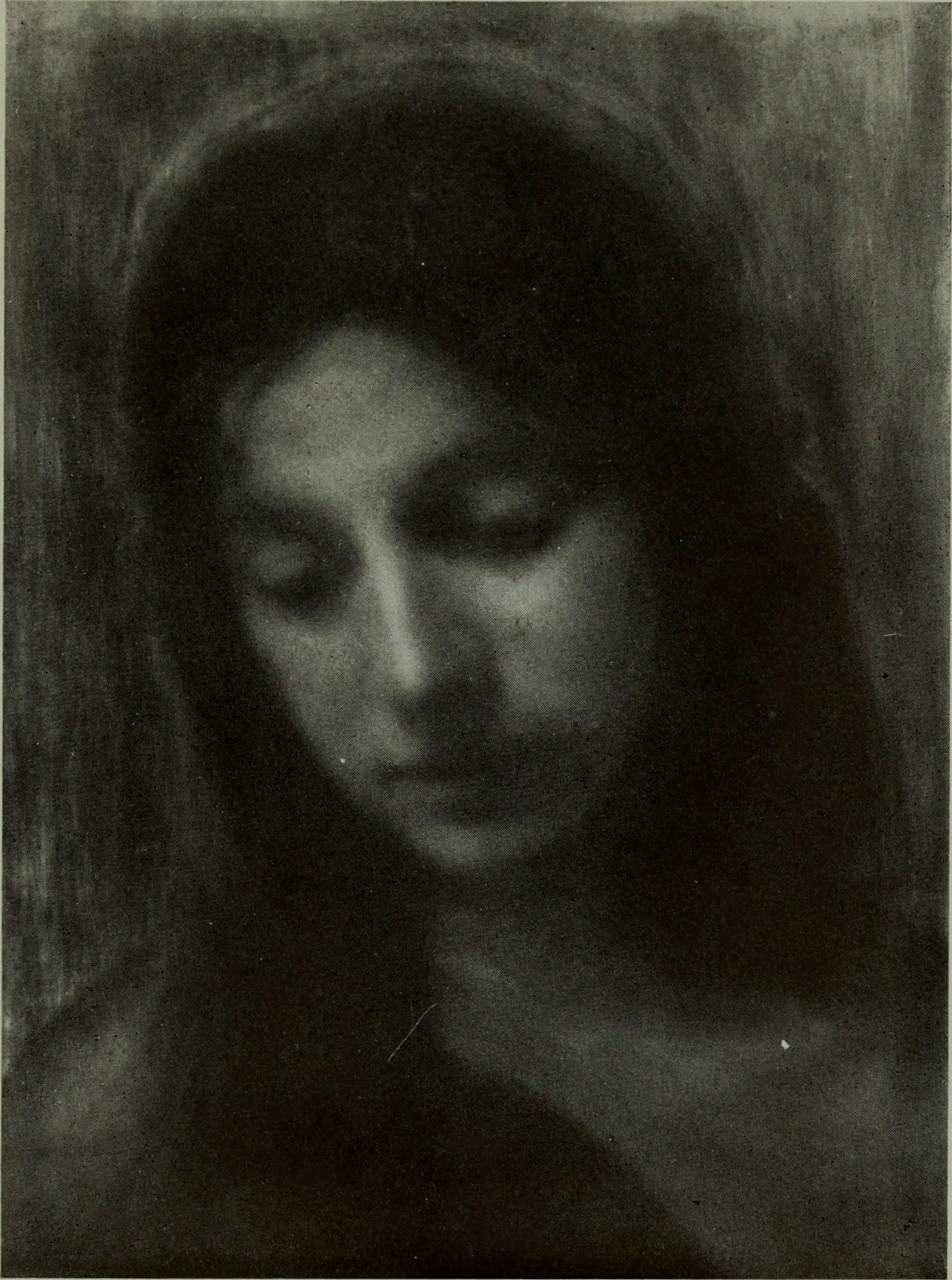
studio, 1911
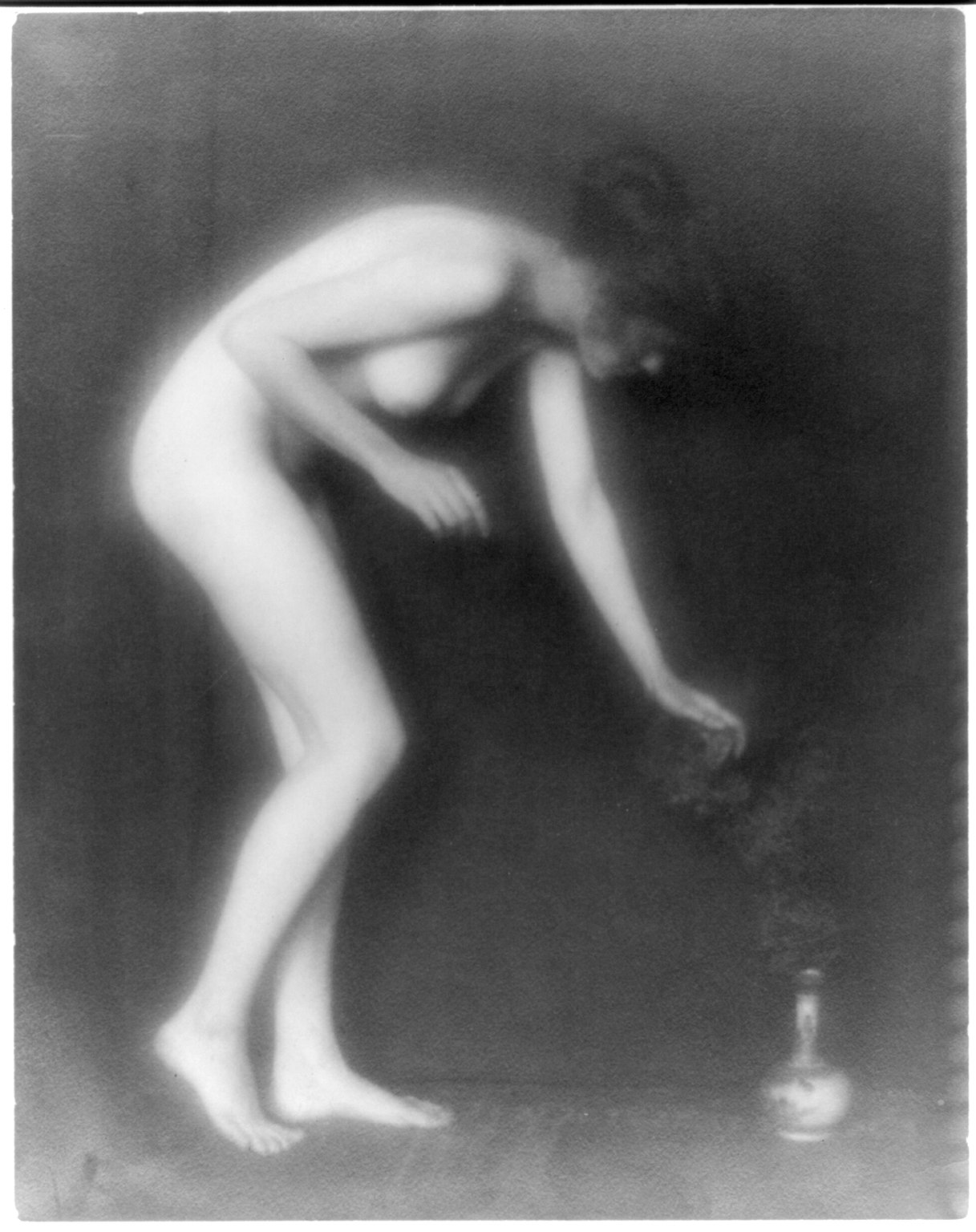
Juniper, 1915
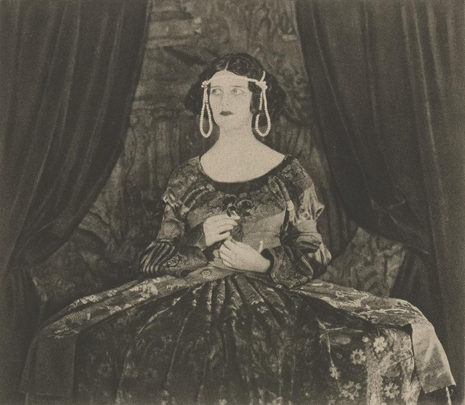
Rosalinde Fuller, 1921
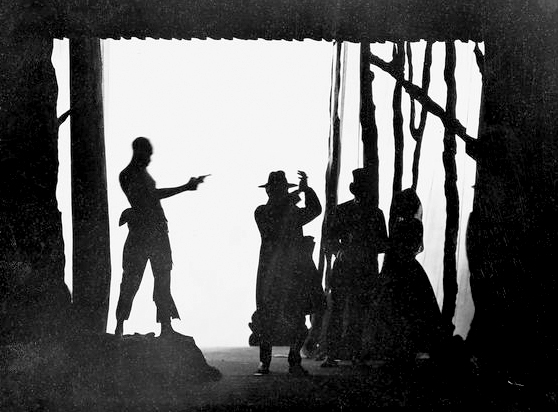
l'attore Charles S. Gilpin (a sinistra) in The Emperor Jones, 1921
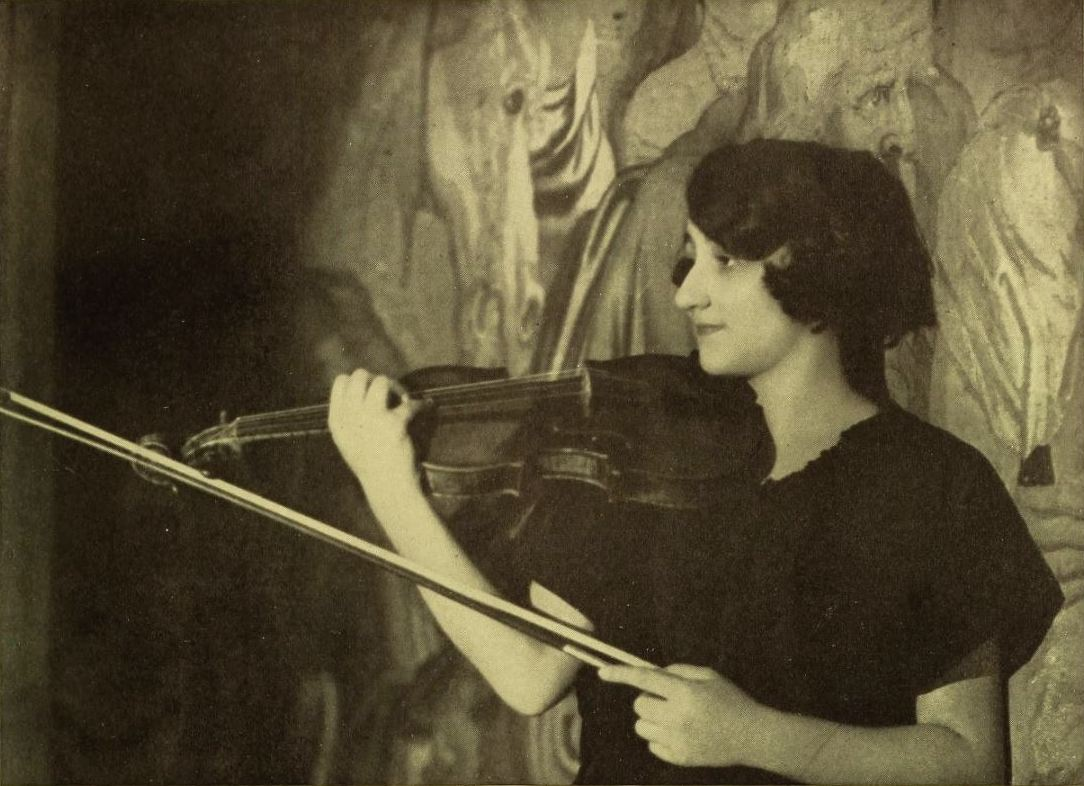
la violinista austriaca Erika Morini, 1922
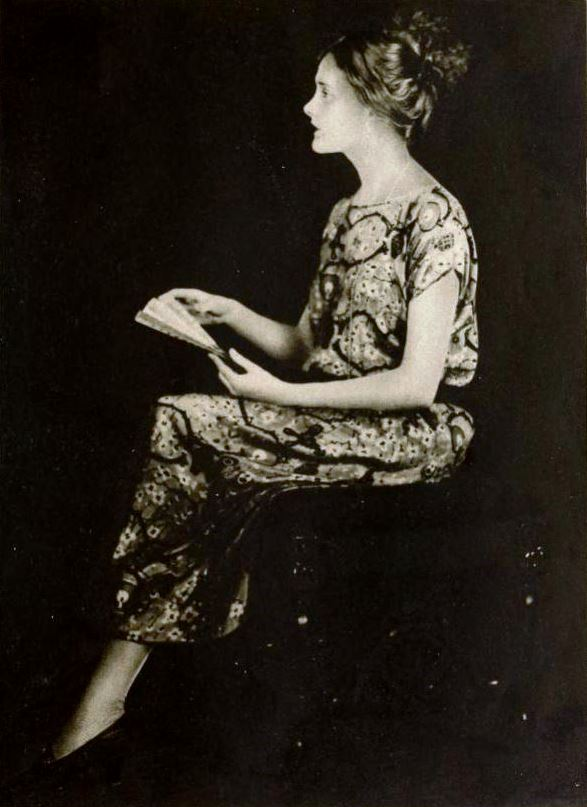
l'attrice Jeanne Eagels, 1923
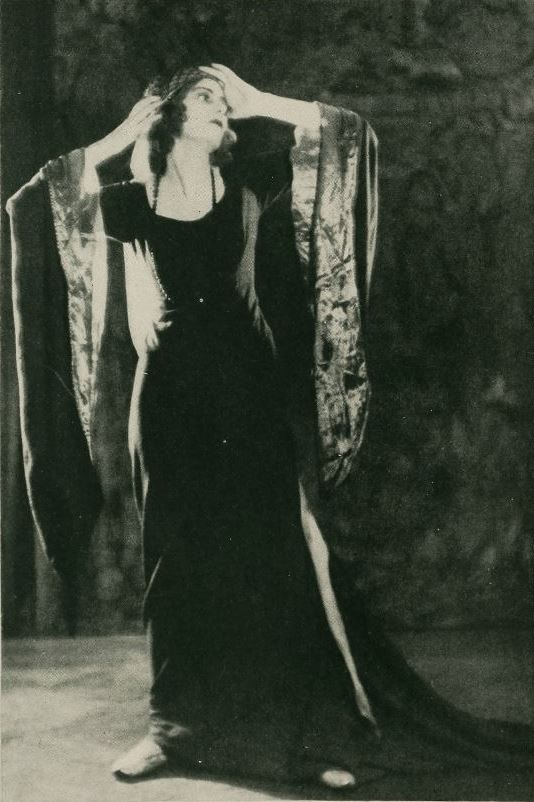
Rosalinde Fuller in Ofelia, 1923
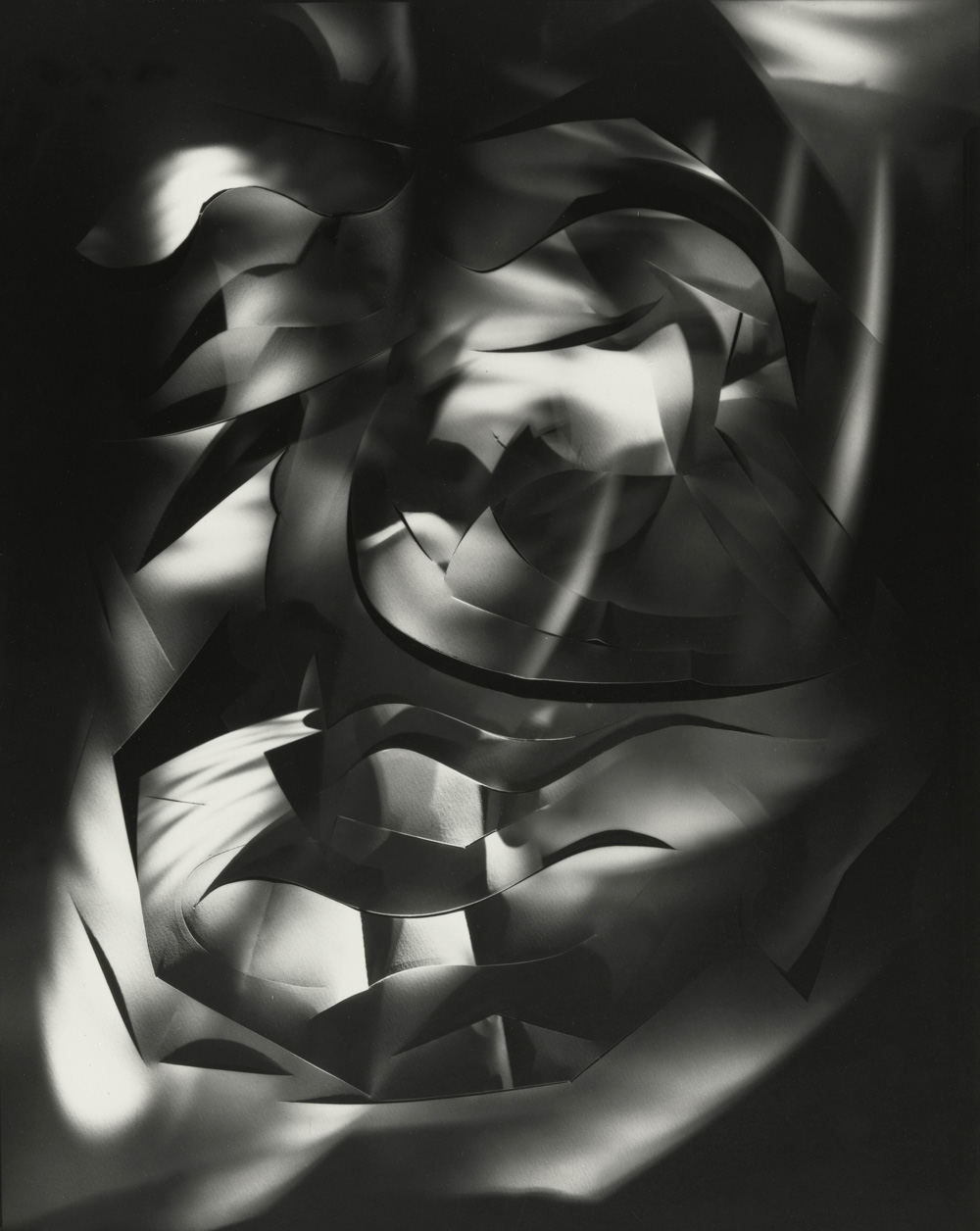
astrazione di luce, 1925 circa